# 기니의 국장

기니의 국장

기니의 국장은 1993년 12월에 제정되었고 현재 국장은 2011년에 수정되었다.
국장 가운데에는 두 개의 작은 공간으로 나뉜 방패가 그려져 있다.
방패 상단에는 빨간색과 초록색 두 가지 색으로 구성된 세로 줄무늬가 그려져 있으며, 방패 하단에는 기니의 국기를 구성하는 색인 빨간색, 노란색, 초록색 세 가지 색으로 구성된 세로 줄무늬가 그려진 방패가 그려져 있다.
방패 위쪽에는 올리브 가지를 물고 있는 비둘기가 그려져 있으며, 국장 아래쪽에 있는 리본에는 기니의 표어인 "노동, 정의, 단결" ("Travail, Justice, Solidarité")이라는 문구가 프랑스어로 쓰여져 있다.

## 역대 국장

1958년부터 1984년까지 쓰인 국장
1984년부터 1992년까지 쓰인 국장
1992년부터 2011년까지 쓰인 국장